# Nekrolog 3. Quartal 1909
Nekrolog
◄◄
| ◄
| 1905
| 1906
| 1907
| 1908
| 1909 | 1910 | 1911 | 1912 | 1913 | ► | ►►
1. Quartal |
2. Quartal |
3. Quartal |
4. Quartal 1909
Weitere Ereignisse | Allgemeiner Nekrolog 1909
Die Beschreibung der verstorbenen Person sollte so kurz wie möglich gehalten sein und nur deren signifikante Tätigkeit(en) enthalten.
Neue Namen ggf. auch unter dem Geburts- und Sterbedatum, also etwa unter 1. Januar und im Geburts- und Sterbejahr (2024) eintragen (nur bei entsprechender großer Wichtigkeit). Für Beispiele siehe die schon vorhandenen Artikel.
Außerdem über die fünf zuletzt Verstorbenen, zu denen es einen ausreichend guten Artikel für eine Präsentation auf der Hauptseite gibt, nach der todesbedingten Überarbeitung der Artikel ggf. auch unter Wikipedia Diskussion:Hauptseite informieren und sie am besten auch in den anderen Wikipedia-Sprachversionen eintragen. Tipp: Regelmäßig bei news.google.de nach „ist tot“, „gestorben“ oder „verstorben“ suchen.
Wenn eine Person gestorben ist, gibt es viele Seiten zu dieser Person in der Wikipedia, die davon auch betroffen sind und entsprechend aktualisiert werden müssen. Beispiele: Namenübersichtsseite, Geburtsjahr, Geburtsort-Seiten und viele mehr.
Wie finde ich die betroffenen Seiten?
Im Suchfeld auf der linken Seite gibt man den Suchbegriff so ein: „Vorname Nachname“. Dann klickt man auf Volltext und alle Seiten mit entsprechendem Suchtext werden aufgerufen. Hier sieht man dann schnell, wo auch das Todesjahr Sinn macht oder sogar ein Teil des Artikels angepasst werden muss. Auch hilft das „Werkzeug“ auf der linken Seite sehr gut, um solche Seiten aufzufinden: „Links auf diese Seite“. Somit ist die Wikipedia wieder aktuell in allen Bereichen! Hinweis: bei Eintragung der Kategorie „Gestorben JAHR“ wird der Missbrauchsfilter 49 ausgelöst, was jedoch nicht schlimm ist. Siehe: Spezial:Missbrauchsfilter/49
Dies ist eine Liste von im dritten Quartal 1909 verstorbenen bekannten Persönlichkeiten. Die Einträge erfolgen innerhalb der einzelnen Daten alphabetisch sortiert. Tiere sind im Nekrolog für Tiere zu finden.

## Juli
| Tag      | Name                                  | Beruf, bekannt als | Alter | Beleg |
| -------- | ------------------------------------- | --- | ----- | ----- |
| 1. Juli  | Henri Cazalis                         | französischer Schriftsteller, Mediziner und Orientalist                                                                 | 69    |       |
| 1. Juli  | Eduard Moritz Jacoby                  | dänischer Politiker und Arzt                                                                                            | 63    |       |
| 1. Juli  | Hermann Kawerau                       | deutscher Musiker, Musikpädagoge                                                                                        | 56    |       |
| 1. Juli  | Hermann Mächtig                       | deutscher Gartendirektor in Berlin                                                                                      | 71    |       |
| 1. Juli  | Christian Reithmann                   | Erfinder des Viertaktmotors                                                                                             | 91    |       |
| 1. Juli  | Clement Lawrence Smith                | US-amerikanischer Klassischer Philologe                                                                                 | 65    |       |
| 2. Juli  | Josef Gregorig                        | österreichischer christlichsozialer Politiker                                                                           | 63    |       |
| 2. Juli  | Burkhardt Quarck                      | deutscher Jurist und Politiker (NLP), MdR                                                                               | 66    |       |
| 2. Juli  | Siegmund Schlossmann                  | deutscher Rechtswissenschaftler, Rechtshistoriker und Hochschullehrer                                                   | 64    |       |
| 2. Juli  | Hermann Zotenberg                     | französischer Orientalist und Arabist                                                                                   | 73    |       |
| 3. Juli  | Johannes Pfannenstiel                 | deutscher Gynäkologe | 47    |       |
| 4. Juli  | Georg Koppmann                        | deutscher Unternehmer und Fotograf in Hamburg                                                                           | 66    |       |
| 4. Juli  | Bonifaz Krug                          | deutsch-italienischer Benediktinerabt                                                                                   | 70    |       |
| 4. Juli  | Joachim Mähl                          | plattdeutscher Dichter und Lehrer                                                                                       | 81    |       |
| 5. Juli  | Emil Bohn                             | deutscher Musikwissenschaftler, Komponist und Musikpädagoge                                                             | 70    |       |
| 5. Juli  | Melville Bull                         | US-amerikanischer Politiker                                                                                             | 54    |       |
| 5. Juli  | Albert Gönner                         | deutscher Politiker und Oberbürgermeister von Baden-Baden                                                               | 71    |       |
| 5. Juli  | Hans Haehnle                          | deutscher Industrieller und Politiker (DtVP), MdR                                                                       | 70    |       |
| 5. Juli  | Jonas H. McGowan                      | US-amerikanischer Politiker                                                                                             | 72    |       |
| 5. Juli  | August Reith                          | deutscher Kupferstecher der Düsseldorfer Schule                                                                         | 71    |       |
| 6. Juli  | Francis W. Cushman                    | US-amerikanischer Politiker                                                                                             | 42    |       |
| 6. Juli  | Oskar Frölich                         | schweizerisch-deutscher Techniker                                                                                       | 65    |       |
| 7. Juli  | Gustav Eder                           | österreichischer Politiker, Bürgermeister von Linz                                                                      | 47    |       |
| 7. Juli  | Walter Ritz                           | Schweizer Mathematiker und Physiker                                                                                     | 31    |       |
| 8. Juli  | Johann Evangelist Diendorfer          | deutscher Geistlicher, Lehrer und Politiker, MdR                                                                        | 75    |       |
| 8. Juli  | Johann Eustacchio                     | österreichischer Architekt                                                                                              | 39    |       |
| 8. Juli  | Gaston de Galliffet                   | französischer General                                                                                                   | 79    |       |
| 9. Juli  | Bertha Bayer-Braun                    | deutsche Theaterschauspielerin                                                                                          | 61    |       |
| 9. Juli  | Willy Hamacher                        | deutscher Maler | 43    |       |
| 9. Juli  | George Robinson, 1. Marquess of Ripon | britischer Staatsmann und Diplomat                                                                                      | 81    |       |
| 9. Juli  | Friedrich Albert Carl Spaeter         | deutscher Industrieller                                                                                                 | 73    |       |
| 10. Juli | Adolf Aich                            | deutscher römisch-katholischer Geistlicher                                                                              | 84    |       |
| 11. Juli | Johann Depken                         | deutscher Landwirt und Politiker, MdBB, MdR                                                                             | 72    |       |
| 11. Juli | Hans Hoffmann                         | deutscher Schriftsteller                                                                                                | 60    |       |
| 11. Juli | Simon Newcomb                         | Astronom und Mathematiker                                                                                               | 74    |       |
| 12. Juli | Guillermo Cranwell                    | argentinischer Politiker, Bürgermeister von Buenos Aires                                                                | 67    |       |
| 12. Juli | Gustave Jean Jacquet                  | französischer Maler | 63    |       |
| 13. Juli | Richard zu Eulenburg                  | preußischer Gutsbesitzer und Politiker                                                                                  | 71    |       |
| 13. Juli | Walter Volkmann                       | deutscher Klassischer Philologe und Gymnasiallehrer                                                                     | 52    |       |
| 14. Juli | Emmerich von Arco-Valley              | deutscher Diplomat | 57    |       |
| 14. Juli | John Goode                            | US-amerikanischer Jurist und Politiker                                                                                  | 80    |       |
| 15. Juli | Kunibert Böning                       | deutscher Gutsbesitzer und Politiker, MdR                                                                               | 69    |       |
| 15. Juli | Julius Günther                        | deutscher Jurist und Politiker (NLP), MdR                                                                               | 84    |       |
| 15. Juli | George Tyrrell                        | irischer römisch-katholischer Theologe und Schlüsselfigur des Modernismus                                               | 48    |       |
| 16. Juli | Joseph Guerber                        | deutscher Geistlicher und Politiker, MdR                                                                                | 84    |       |
| 16. Juli | John Shanley                          | US-amerikanischer Geistlicher, Bischof von Fargo                                                                        | 57    |       |
| 17. Juli | Leffert L. Buck                       | US-amerikanischer Brückenbau-Ingenieur                                                                                  | 72    |       |
| 18. Juli | Carlos María de Borbón                | Herzog von Madrid, Prätendent (1868–1909)                                                                               | 61    |       |
| 18. Juli | Theodor Croon                         | deutscher Fabrikant und Politiker                                                                                       | 71    |       |
| 18. Juli | August Maager                         | deutscher Jurist, Rittergutsbesitzer und Politiker (DFP), MdR                                                           | 64    |       |
| 20. Juli | Alf J. Balcke                         | deutscher Architekt | 52    |       |
| 20. Juli | Johanna Mestorf                       | deutsche Archäologin, erste Museumsdirektorin Deutschlands                                                              | 81    |       |
| 21. Juli | Gustav Karpeles                       | jüdischer Historiker und Publizist                                                                                      | 60    |       |
| 21. Juli | Karel Verbist                         | belgischer Bahnradrennfahrer                                                                                            | 25    |       |
| 22. Juli | Oscar Byström                         | schwedischer Komponist                                                                                                  | 87    |       |
| 22. Juli | Detlev von Liliencron                 | deutscher Schriftsteller                                                                                                | 65    |       |
| 23. Juli | Ernest François Cambier               | belgischer Afrikareisender und Erbauer der ersten Eisenbahn des Kongo                                                   | 65    |       |
| 23. Juli | Frederick Holder                      | australischer Politiker, Premierminister von South Australia und erster Sprecher des Australischen Repräsentantenhauses | 59    |       |
| 23. Juli | Zygmunt Noskowski                     | polnischer Komponist, Dirigent und Musikpädagoge                                                                        | 63    |       |
| 23. Juli | Franz von Ringhoffer                  | österreichischer Großindustrieller und Großgrundbesitzer                                                                | 64    |       |
| 24. Juli | Gustav Michels                        | Kölner Unternehmer | 73    |       |
| 24. Juli | Otto Reiniger                         | deutscher Landschaftsmaler                                                                                              | 46    |       |
| 24. Juli | Eugène Rolland                        | französischer Ethnologe, Philologe, Romanist, Dialektologe und Lexikograf                                               | 63    |       |
| 25. Juli | Alexander Heimbürger                  | deutscher Zauberkünstler                                                                                                | 89    |       |
| 27. Juli | Victor Kremser                        | deutscher Astronom und Meteorologe                                                                                      | 51    |       |
| 27. Juli | Leopold Markbreit                     | US-amerikanischer Politiker der Republikanischen Partei mit deutschen Wurzeln                                           | 67    |       |
| 27. Juli | Max Runge                             | deutscher Gynäkologe | 59    |       |
| 28. Juli | Ernst zur Lippe-Weißenfeld            | preußischer Rittmeister und Historiker                                                                                  | 84    |       |
| 29. Juli | Henry G. Worthington                  | US-amerikanischer Politiker                                                                                             | 81    |       |
| 30. Juli | Wilhelm Schupp                        | deutscher Verwaltungs- und Ministerialbeamter sowie Parlamentarier                                                      | 81    |       |
| 31. Juli | Joseph H. Beeman                      | US-amerikanischer Politiker                                                                                             | 75    |       |
| 31. Juli | Fazlollah Nuri                        | islamischer Geistlicher                                                                                                 |       |       |
| 31. Juli | Johann Georg Fetzer                   | deutscher baptistischer Theologe                                                                                        | 64    |       |
| 31. Juli | Ernst Mackensen                       | deutscher Bauingenieur und Wirtschafts-Manager                                                                          | 68    |       |
|          | Robert Turner                         | US-amerikanischer Bahai                                                                                                 | 53    |       |

## August
| Tag        | Name                                                           | Beruf, bekannt als                                                                   | Alter | Beleg |
| ---------- | -------------------------------------------------------------- | ------------------------------------------------------------------------------------ | ----- | ----- |
| 1. August  | Karl Sachs                                                     | deutscher Romanist sowie Lexikograph                                                 | 80    |       |
| 1. August  | Nikolaus von Wrede                                             | österreichischer General und Diplomat                                                | 71    |       |
| 2. August  | Adolf Hausrath                                                 | protestantischer Theologe und Schriftsteller                                         | 72    |       |
| 2. August  | Rudolf Henneberg                                               | deutscher Ingenieur, Unternehmer und Politiker (NLP), MdR                            | 64    |       |
| 2. August  | Henry Isaacs                                                   | englischer Politiker                                                                 | 78    |       |
| 2. August  | Julius von Latscher-Lauendorf                                  | österreichisch-ungarischer General und k.k. Landesverteidigungsminister              | 63    |       |
| 2. August  | Stepan Wassiljewitsch Smolenski                                | russischer Komponist, Kirchenmusiker und Musikwissenschaftler                        | 60    |       |
| 2. August  | Rudolf Swiderski                                               | deutscher Schachmeister                                                              | 30    |       |
| 2. August  | Josef Zítek                                                    | tschechischer Architekt                                                              | 77    |       |
| 3. August  | Wilhelmine Mitterwurzer                                        | deutsch-österreichische Schauspielerin                                               | 61    |       |
| 5. August  | Miguel Antonio Caro                                            | kolumbianischer Präsident (1894–1898)                                                | 65    |       |
| 5. August  | Carl Friedheim                                                 | deutscher Chemiker                                                                   | 51    |       |
| 5. August  | Karl Rauber                                                    | Schweizer Maler                                                                      | 42    |       |
| 6. August  | Moses Löb Bloch                                                | österreichisch-ungarischer Rabbiner                                                  | 94    |       |
| 6. August  | Adalbert Merx                                                  | deutscher Theologe und Orientalist                                                   | 70    |       |
| 6. August  | Diomede Panici                                                 | italienischer Geistlicher, Kurienerzbischof der römisch-katholischen Kirche          | 68    |       |
| 6. August  | Franz Schrüfer                                                 | deutscher Schachkomponist                                                            | 86    |       |
| 8. August  | Milton A. Candler                                              | US-amerikanischer Politiker                                                          | 72    |       |
| 8. August  | Hermann Graebke                                                | deutscher Heimatschriftsteller der Prignitz                                          | 76    |       |
| 8. August  | Mary MacKillop                                                 | australische katholische Ordensschwester                                             | 67    |       |
| 8. August  | Joseph Frederick Whiteaves                                     | britisch-kanadischer Paläontologe und Zoologe                                        | 73    |       |
| 9. August  | Z. W. Ewing                                                    | US-amerikanischer Politiker                                                          |       |       |
| 9. August  | Abraham X. Parker                                              | US-amerikanischer Jurist und Politiker                                               | 77    |       |
| 9. August  | Alfons von Rosthorn                                            | österreichischer Gynäkologe                                                          | 51    |       |
| 10. August | Albert Augustus Pope                                           | US-amerikanischer Unternehmer                                                        | 66    |       |
| 10. August | Alfredo Dick                                                   | Schweizer Unternehmer und Fußballfunktionär                                          | 44    |       |
| 11. August | Heinrich von Attems-Petzenstein                                | österreichischer Zoologe                                                             | 74    |       |
| 11. August | Rudolf von Brandt                                              | preußischer Jurist, Landeshauptmann der Provinz Ostpreußen (1835–1909)               | 74    |       |
| 12. August | Samuel T. Busey                                                | US-amerikanischer Politiker                                                          | 73    |       |
| 12. August | Johann Froitzheim                                              | deutscher Lehrer und Goetheforscher                                                  | 62    |       |
| 12. August | Elisabeth Mittell                                              | Theaterschauspielerin                                                                | 74    |       |
| 13. August | Otto von Bollinger                                             | deutscher Pathologe und Anatom                                                       | 66    |       |
| 13. August | Paul Gerber                                                    | deutscher Physiker                                                                   |       |       |
| 14. August | Georg Wilhelm Hartmann                                         | deutscher Politiker (SPD), MdR                                                       | 65    |       |
| 15. August | Laura Theresa Alma-Tadema                                      | britische Malerin und Illustratorin                                                  |       |       |
| 15. August | Isidor Bakanja                                                 | afrikanischer Maurer; von der römisch-katholischen Kirche seliggesprochen            |       |       |
| 15. August | Euclides da Cunha                                              | brasilianischer Autor                                                                | 43    |       |
| 16. August | Georges Picot                                                  | französischer Jurist und Historiker                                                  | 70    |       |
| 16. August | Alexander Rotter                                               | deutscher Theaterschauspieler, Regisseur und Theaterdirektor                         | 61    |       |
| 17. August | Eduard Russenberger                                            | Schweizer Politiker                                                                  | 75    |       |
| 18. August | Theodore Martin                                                | britischer Schriftsteller und Übersetzer                                             | 92    |       |
| 19. August | Gottfried Angerer                                              | deutscher Chordirigent und Komponist                                                 | 58    |       |
| 19. August | Rembt Tobias Hugo Pieter Liebrecht Alexander van Boneval Faure | niederländischer Rechtswissenschaftler und Politiker                                 | 83    |       |
| 19. August | Ludwig Gumplowicz                                              | polnisch-österreichischer Jurist und Soziologe                                       | 71    |       |
| 19. August | Ernest Pictet                                                  | Schweizer Bankier und Politiker                                                      | 80    |       |
| 19. August | Victor von Richthofen                                          | preußischer Generalleutnant                                                          | 70    |       |
| 21. August | John Watkinson Douglass                                        | US-amerikanischer Politiker                                                          | 81    |       |
| 22. August | Ferdinand Schmidt                                              | deutscher Architekturfotograph                                                       | 69    |       |
| 24. August | Claire Bernhardt                                               | deutsche Schriftstellerin                                                            | 49    |       |
| 25. August | Bessarion Dschugaschwili                                       | Vater Stalins                                                                        |       |       |
| 25. August | Johann Christoph Eduard Dubbers                                | Bremer Kaufmann, dänischer Honorarkonsul                                             | 73    |       |
| 25. August | Teodor Żychliński                                              | polnischer Journalist, Genealoge und Heraldiker                                      | 79    |       |
| 26. August | Jesper Jespersen von Bahnson                                   | dänischer General und Verteidigungsminister                                          | 81    |       |
| 26. August | Paul Engelbrecht                                               | preußischer Offizier, zuletzt Generalleutnant                                        | 60    |       |
| 26. August | George Manville Fenn                                           | englischer Kinderbuchautor                                                           | 78    |       |
| 27. August | Joseph von Ayx                                                 | preußischer Verwaltungsbeamter                                                       | 71    |       |
| 27. August | Richard von Beck                                               | preußischer Offizier, zuletzt Generalleutnant                                        | 57    |       |
| 27. August | Emil Christian Hansen                                          | dänischer Botaniker mit den Schwerpunkten Mykologie und Pflanzenphysiologie          | 67    |       |
| 27. August | Heinrich Leher                                                 | deutscher Journalist und Publizist                                                   | 61    |       |
| 28. August | Lloyd Garrison Wheeler                                         | amerikanischer Bürgerrechtler und erster afroamerikanischer Rechtsanwalt in Illinois | 61    |       |
| 29. August | Gustav Heinrich Bassermann                                     | deutscher evangelischer Theologe                                                     | 60    |       |
| 29. August | Ewald Antonowitsch von Stackelberg                             | Vizeadmiral deutsch-baltischer Abstammung in der Kaiserlich-Russischen Marine        | 62    |       |
| 31. August | Wilhelm Schneider                                              | Bischof von Paderborn                                                                | 61    |       |
| 31. August | Samuel Henry Strong                                            | kanadischer Richter, Vorsitzender des Obersten Gerichtshofes                         | 84    |       |

## September
| Tag           | Name                                     | Beruf, bekannt als                                                                      | Alter | Beleg |
| ------------- | ---------------------------------------- | --------------------------------------------------------------------------------------- | ----- | ----- |
| 1. September  | Wilhelm Jacob van Bebber                 | deutscher Meteorologe                                                                   | 68    |       |
| 1. September  | Hugo von Kutschera                       | österreichischer Diplomat und Orientalist                                               | 62    |       |
| 1. September  | Anna Masius                              | deutsche Sängerin                                                                       | ≈78   |       |
| 2. September  | Heinrich Degenkolb                       | deutscher Rechtswissenschaftler und Hochschulprofessor                                  | 76    |       |
| 2. September  | Bou Hamara                               | Kalif der Compañía Española de Minas del Rif S.A.                                       |       |       |
| 2. September  | Dario Saavedra                           | surinamischer Pianist und Komponist                                                     | 33    |       |
| 3. September  | Walter Bion                              | schweizerischer Pfarrer und Sozialpädagoge                                              | 79    |       |
| 3. September  | Hugh MacLean                             | US-amerikanischer Radrennfahrer                                                         |       |       |
| 4. September  | Ernst von Stubenrauch                    | Landrat des südlich Berlins gelegenen Kreis Teltow                                      | 56    |       |
| 5. September  | Louis Bouveault                          | französischer Chemiker und Mediziner                                                    | 45    |       |
| 5. September  | Oskar Liebe                              | preußischer Generalleutnant                                                             | 86    |       |
| 5. September  | Pauline Staegemann                       | deutsche Sozialistin und Gewerkschaftspionierin                                         | 71    |       |
| 6. September  | Agnes Hacker                             | deutsche Ärztin und Förderin der Frauenbewegung                                         |       |       |
| 6. September  | Max Jaffé                                | deutscher Chirurg                                                                       |       |       |
| 7. September  | Hans Kadich von Pferd                    | österreichischer Naturwissenschaftler, Schriftsteller, Erzähler                         | 45    |       |
| 7. September  | Friedrich August Lapp                    | deutscher Industrieller                                                                 | 61    |       |
| 7. September  | Christian Amynt Liebe                    | deutscher Marineoffizier                                                                | 92    |       |
| 8. September  | Frank Crawford Armstrong                 | General der Konföderierten Staaten von Amerika im Amerikanischen Bürgerkrieg            | 73    |       |
| 8. September  | José Dias Ferreira                       | portugiesischer Rechtswissenschaftler, Politiker und Premierminister                    | 71    |       |
| 8. September  | Vere Thomas Goold                        | irischer Tennisspieler, erster irischer Meister, später wegen Mordes verurteilt         | 55    |       |
| 8. September  | Carl Kolbe                               | deutscher Chemiker                                                                      | 53    |       |
| 8. September  | Emmerich Weismüller                      | deutscher Unternehmer                                                                   |       |       |
| 9. September  | Edward Henry Harriman                    | US-amerikanischer Eisenbahnunternehmer                                                  | 61    |       |
| 9. September  | Edward Moody McCook                      | US-amerikanischer General im Sezessionskrieg, Gouverneur des Colorado-Territoriums      | 76    |       |
| 9. September  | Arnold Schottländer                      | deutscher Schachspieler                                                                 | 55    |       |
| 10. September | Rosa Anschütz                            | österreichische Schauspielerin                                                          | 79    |       |
| 10. September | Heinrich Traun                           | deutscher Industrieller und Politiker, MdHB, Senator                                    | 71    |       |
| 11. September | Otto Löwenstein                          | Senatspräsident am Reichsgericht                                                        | 75    |       |
| 12. September | Franz von Ditfurth                       | deutscher Regierungsbeamter und Abgeordneter                                            | 69    |       |
| 12. September | Heinrich Elditt                          | deutscher Jurist und Politiker                                                          | 63    |       |
| 13. September | Adalbert Geheeb                          | deutscher Botaniker und Moosforscher                                                    | 67    |       |
| 13. September | Heini Holtenbeen                         | Bremer Original                                                                         | 74    |       |
| 13. September | Adolf Kamphausen                         | deutscher protestantischer Theologe (Alttestamentler)                                   | 80    |       |
| 13. September | Franz Zeischka                           | böhmischer Dirigent und Musikdirektor                                                   | 40    |       |
| 14. September | Charles Follen McKim                     | US-amerikanischer Architekt                                                             | 62    |       |
| 14. September | Louis Prang                              | Drucker, Lithograph und Verleger                                                        | 85    |       |
| 14. September | Albrecht Fürchtegott Schultheiss         | deutscher Kupfer- und Stahlstecher, Radierer, Zeichner und Autor                        | 86    |       |
| 14. September | Richard Taendler                         | deutscher Verleger                                                                      | 40    |       |
| 15. September | Ferenc Hegedűs                           | ungarischer Politiker und Minister                                                      | 52    |       |
| 15. September | Edward Marjoribanks, 2. Baron Tweedmouth | britischer Staatsmann                                                                   | 60    |       |
| 15. September | Siegmund Steiner                         | österreichischer Sänger                                                                 | 56    |       |
| 16. September | Friedrich Koldewey                       | deutscher Pädagoge und Historiker                                                       | 70    |       |
| 17. September | Max Heinze                               | deutscher Philosophiehistoriker                                                         | 73    |       |
| 17. September | William George McCloskey                 | römisch-katholischer Geistlicher                                                        | 85    |       |
| 17. September | Alexander Strakosch                      | österreichischer Theaterschauspieler und Rezitator                                      | 68    |       |
| 17. September | Reinhold Wellhof                         | deutscher Theaterschauspieler und Sänger                                                | 59    |       |
| 18. September | Auguste Choisy                           | französischer Architekturhistoriker                                                     | 68    |       |
| 18. September | Eginhard Friedrich Petersen              | Hauptpastor am Lübecker Dom, Militärgeistlicher                                         | 75    |       |
| 18. September | Adolf von Plessen                        | deutscher Gutsbesitzer, Majoratsherr (Graf von Plessen) und Politiker, MdR              | 73    |       |
| 18. September | Albert Schlutow                          | deutscher Industrieller, Bankier und Politiker (NLP), MdR                               | 71    |       |
| 19. September | József Borovnyák                         | slowenischer Schriftsteller, Politiker und katholischer Priester                        |       |       |
| 19. September | Orlando H. Manning                       | US-amerikanischer Politiker                                                             | 62    |       |
| 19. September | Paul Viktor Schmidt                      | deutscher evangelisch-lutherischer Pfarrer und Autor                                    | 62    |       |
| 20. September | Achille Lemot                            | französischer Karikaturist                                                              | 62    |       |
| 20. September | Toni Petersen                            | deutsche Kunstförderin und Wohltäterin                                                  | 69    |       |
| 20. September | Georg Scherer                            | deutscher Schriftsteller und Herausgeber von Volksliedern, Fabeln, Sprüchen und Rätseln | 85    |       |
| 20. September | Heinrich Steinike                        | deutscher Landschaftsmaler                                                              | 84    |       |
| 21. September | Sewall S. Farwell                        | US-amerikanischer Politiker                                                             | 75    |       |
| 21. September | Johan Hampus Furuhjelm                   | russischer Vize-Admiral                                                                 | 88    |       |
| 21. September | Thomas Hammond                           | US-amerikanischer Politiker                                                             | 66    |       |
| 21. September | John Albert Johnson                      | US-amerikanischer Politiker                                                             | 48    |       |
| 21. September | Carl Heinrich Rappard                    | Schweizer Missionar                                                                     | 71    |       |
| 22. September | Franz Falk                               | katholischer Pfarrer, Bistumsarchivar und Kirchenhistoriker in Mainz                    | 69    |       |
| 22. September | Ferdinand Ferber                         | französischer Offizier (Capitaine, dt. Hauptmann) und Flugpionier                       | 47    |       |
| 22. September | Robert Hoe                               | US-amerikanischer Unternehmer, Sammler und Bibliophiler                                 | 70    |       |
| 22. September | Axel Jansson                             | schwedischer Sportschütze                                                               | 27    |       |
| 22. September | Mykola Muraschko                         | ukrainischer Maler und Kunstlehrer                                                      | 65    |       |
| 22. September | Johannes Thurnher                        | österreichischer Kaufmann und Politiker                                                 | 70    |       |
| 22. September | Georg Toebelmann                         | deutscher Architekt                                                                     | 74    |       |
| 23. September | Ernst aus’m Weerth                       | deutscher Historiker und Archäologe                                                     | 80    |       |
| 23. September | Wilhelm Casselmann                       | deutscher Forstmann und Politiker; Mitglied des Deutschen Reichstags                    | 77    |       |
| 24. September | William Harrell Felton                   | US-amerikanischer Politiker                                                             | 86    |       |
| 24. September | Alkuin Hollaender                        | deutscher Historiker und Lehrer                                                         | 58    |       |
| 24. September | Theodor Mayer                            | deutscher Opernsänger (Bariton/Bass)                                                    | 69    |       |
| 25. September | Laura von Albertini                      | Schweizer Graphologin                                                                   | 56    |       |
| 25. September | Charles J. Bell                          | US-amerikanischer Politiker                                                             | 64    |       |
| 26. September | Apcar Baltazar                           | rumänischer Maler armenischer Abstammung                                                | 29    |       |
| 26. September | Tillmann Bönninger                       | deutscher Gutsbesitzer und Politiker                                                    | 73    |       |
| 26. September | Anton Dohrn                              | deutscher Zoologe, Erforscher der Phylogenese                                           | 68    |       |
| 26. September | Arthur von Scala                         | österreichischer Ingenieur, Nationalökonom und Museumsbeamter                           | 63    |       |
| 27. September | Felix Cornu                              | österreichischer Mineraloge und Petrograph                                              | 26    |       |
| 28. September | Richard Engelmann                        | deutscher klassischer Archäologe, Gymnasiallehrer und Journalist                        | 64    |       |
| 29. September | Wilhelm von Hohenthal                    | sächsischer Politiker                                                                   | 56    |       |
| 29. September | William Ralls Morrison                   | US-amerikanischer Politiker                                                             | 85    |       |
| 29. September | Theodor Saemisch                         | deutscher Ophthalmologe                                                                 | 75    |       |
| 30. September | Hugo Duderstaedt                         | deutscher Architekt und Bauunternehmer                                                  | 61    |       |
| 30. September | Robert Kolb                              | deutscher Ingenieur und Schaffer eines der ersten Hauptwanderwegenetze                  | 42    |       |